# Szczepan Szydelski
Szczepan Szydelski, właśc. Koziarz (ur. 25 grudnia 1872 w Sokołowie Małopolskim, zm. 28 listopada 1967 w Nysie) – polski duchowny rzymskokatolicki, teolog, profesor akademicki, historyk Kościoła, działacz społeczny i polityczny. Poseł na Sejm RP III kadencji (1930–1935), radny Rady Miasta Lwowa.

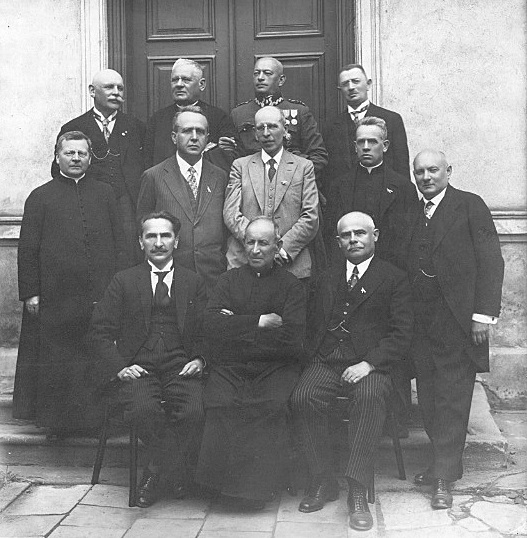
Uczestnicy 40-lecia matury w rzeszowskim gimnazjum w 1932. W środkowym rzędzie od lewej: pierwszy ks. Maurycy Turkowski, czwarty ks. Szczepan Szydelski.

## Życiorys
Urodził się 25 grudnia 1872 w Sokołowie Małopolskim jako Szczepan Koziarz. Był synem Łukasza. 
Kształcił się w C. K. Gimnazjum w Rzeszowie, gdzie w 1892 ukończył VIII klasę i zdał egzamin dojrzałości (w jego klasie był m.in. Maurycy Turek, potem Turkowski, który także został księdzem). Ukończył studia teologiczne na Wydziale Teologicznym Uniwersytetu Franciszkańskiego we Lwowie. Święcenia kapłańskie otrzymał 19 maja 1896. Posługiwał jako wikary w Buczaczu, następnie we Lwowie od 1901 do 1906. Był katechetą w I Szkole Realnej we Lwowie, w Prywatnym Gimnazjum Żeńskim Zofii Strzałkowskiej we Lwowie. Uzyskał stopień doktora teologii. Od 1912 był profesorem, dziekanem i prodziekanem Wydziału Teologicznego Uniwersytetu Lwowskiego. Po odzyskaniu przez Polskę niepodległości w okresie II Rzeczypospolitej był kierownikiem Katedry Teologii Fundamentalnej na Wydziale Teologicznym Uniwersytetu Jana Kazimierza we Lwowie. Wykładał apologetykę. Od 1936 był profesorem w Seminarium Duchownym we Lwowie.
Udzielał się w działalności politycznej i społecznej. Podczas I wojny światowej w lutym 1918 został jednym ze stu członków Tymczasowej Rady Miejskiej we Lwowie. We Lwowie był organizatorem chrześcijańskiego ruchu zawodowego. Działał jako przywódca chadecji na obszarze Małopolski Wschodniej. W 1924 był współorganizatorem Zjednoczenie Chrześcijańskich Związków Zawodowych w Małopolsce Wschodniej. Był działaczem Polskiego Stronnictwa Chrześcijańskiej Demokracji. W 1925 został członkiem rady naczelnej Chrześcijańskiej Demokracji. W 1934 założył Związek (Zjednoczenie) Chrześcijańsko-Społeczne we Lwowie, ruch o charakterze prosanacyjnym. Później został działaczem Bezpartyjnego Bloku Współpracy z Rządem. W 1930 startując z listy BBWR został wybrany posłem na Sejm RP III kadencji (1930–1935). Był wieloletnim radnym Rady Miasta Lwowa w okresie II Rzeczypospolitej. W połowie 1935 został mianowany członkiem Okręgowej Komisji Wyborczej nr 71 we Lwowie przed wyborami parlamentarnymi w 1935. W wyborach samorządowych z maja 1939 uzyskał mandat radnego Rady Miasta Lwowa startując z Listy Chrześcijańsko-Narodowej jako kandydat Obozu Zjednoczenia Narodowego.
Był założycielem Polskiego Towarzystwa Teologicznego w Krakowie i jego prezesem w latach 1927–1939 oraz 1945–1946. Był członkiem przybranym Wydziału II historyczno-filozoficznego Towarzystwa Naukowego we Lwowie. Był redaktorem czasopisma „Katolicki Głos Pracy”.
Działał także społecznie. Był członkiem zarządu Towarzystwa Ochrony Młodzieży (założycielem i prezesem był Adolf Czerwiński). Był członkiem wspierającym Katolicki Związek Młodzieży Rękodzielniczej i Przemysłowej w Sanoku. Był członkiem zwyczajnym Kasyna i Koła Literacko-Artystycznego we Lwowie. W latach 30. był członkiem komisji rewizyjnej zarządu głównego Towarzystwa Badania Historii Obrony Lwowa i Województw Południowo-Wschodnich. Zarządzeniem prezydenta RP Ignacego Mościckiego z 10 listopada 1938 został odznaczony Krzyżem Komandorskim Orderu Odrodzenia Polski „za zasługi na polu pracy naukowej i pracy społecznej”.
W sierpniu 1939 został mianowany kustoszem kapituły lwowskiej (jego poprzednikiem na tym stanowisku był ks. inf. dr Henryk Badeni). Po wybuchu II wojny światowej 5 września 1939 wyjechał ze Lwowa na zachód i trafił do Przemyśla. Tam po agresji ZSRR na Polskę z 17 września 1939, wkroczeniu sowietów do miasta (28 września 1939) zamieszkiwał wraz z innymi duchownymi w tamtejszym pałacu biskupim. Od tego czasu jako kapłan posługiwał w katedralnej parafii Archikatedralna Wniebowzięcia Najświętszej Maryi Panny i św. Jana Chrzciciela w Przemyślu. We Lwowie przebywał prywatnie po raz ostatni 8 grudnia 1939 (tam pod okupacją sowiecką zlikwidowano Wydział Teologiczny UJK). W okresie okupacji niemieckiej (na obszarze po lewej stronie rzeki San) od 1940 do 1946 przebywał w rodzinnym Sokołowie Małopolskim i tam prowadził tajne nauczanie.
Po zakończeniu wojny był wykładowcą w Seminarium Duchownym w Kalwarii Zebrzydowskiej od 1946 do 1950 oraz Wyższym Seminarium Duchownym w Nysie od 1950 do 1960.
Zmarł 28 listopada 1967 w Nysie. Został pochowany na Cmentarzu Jerozolimskim w Nysie.

## Publikacje
- Konstanty Zieliński, arcybiskup lwowski (1910)[32]
- Początki Chrześcijaństwa. Studyum (1911)[33]
- Dzieje biblijne przed narodzeniem Jezusa Chrystusa (1912)[34]
- Dzieje biblijne przed Jezusem Chrystusem (1914, 1921)[35][36]
- Studya nad początkami religii (1916)[37]
- Kult ogniska domowego i przodków (1917)[38]
- Dzieje biblijne Nowego Przymierza (1922)[39]
- O prawdę. Ze stosunków polsko-ukraińskich (1924)
- Anthropos mityczny (1927)
- Idea odrodzenia w misterjach hellenistycznych a u św. Pawła (1930)
- Dzieje objawienia Bożego w Nowym Testamencie. Na podstawie "Dziejów biblijnych" St. Szydelskiego. Cz. 1 (1930, współautor: Kazimierz Thullie)[40]
- Eschatologia irańska a biblijna (1938)[41][42]

## Upamiętnienie
Szczepan Szydelski otrzymał tytuł honorowego obywatela Sokołowa Małopolskiego.
Ksiądz Józef Wołczański napisał książkę pt. Ksiądz Szczepan Szydelski (1872-1967) – polityk i działacz społeczny, wydaną w 1992.
7 listopada 2012 odbyła się Sokołowie Małopolskim konferencja naukowa poświęcona S. Szydelskiemu i została odsłonięta tablica pamiątkowa ku jego czci.